# Jojachin

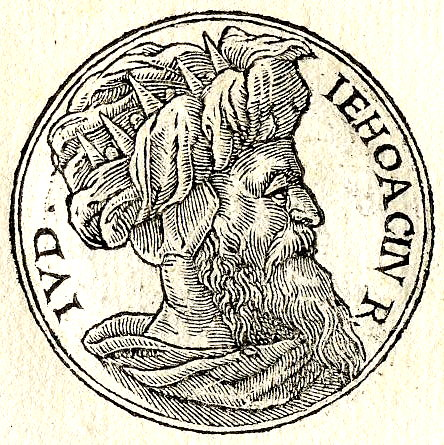
Jojachin aus „Promptuarii Iconum Insigniorum“

Jojachin (hebräisch יְהוֹיָכִין, * um 616 v. Chr.; † nach 560 v. Chr.) war König von Juda als Nachfolger seines Vaters Jojakim.

## Etymologie
Der hebräische Name יְהוֹיָכִין jəhōjāchin ist ein theophorer Satzname, der sich aus den Elementen יְהוֹ jəhō, der Kurzform des Gottesnamens JHWH, und dem Verb כון kwn im Hif'il „aufstellen, bestimmen, bestätigen, festigen“ zusammensetzt. Der Name wird daher mit „der Herr bestätigt“, „der Herr festigt“ oder auch „der Herr verleiht Beständigkeit“ übersetzt.
Als Namensvarianten erscheinen: יְהוֹיָכִין jəhōjāchin (in den Königsbüchern) und seine Kurzform יוֹיָכִין jōjāchin (Ez 1,2 ), יְכָנְיָהוּ jəchånjāhū (Jer 24,1 ) und seine Kurzformen יְכָנְיָה jəchånjāh (1 Chr 3,16 ) und כָּנְיָהוּ kånjāhū (Jer 22,24.28  und Jer 37,1 ), die die Reihenfolge von Prädikat und Subjekt vertauschen. 
Die Septuaginta gibt den Namen mit Ιωακειμ Iōakeim, die Vulgata mit Ioiachin, Ioachin oder Ioachim wieder. Keilschriftlich taucht der Name als Ja’ukīnu, Ja-ki-in-ilu und babylonisch Ya'ukin šar matYaudaya auf.

## Leben
Im Jahr 605 v. Chr. unterwarf der babylonische König Nebukadnezar II. Juda und machte es zu einem tributpflichtigen Vasallenstaat. Jojachins Vater Jojakim starb vermutlich während der auf einen Aufstand folgenden ersten Belagerung Jerusalems in 598/7 v. Chr. Jojachin wurde nun mit 18 Jahren neuer König. Seine Herrschaft währte nur drei Monate und zehn Tage. Er ergab sich Nebukadnezar und verhinderte so die Zerstörung Jerusalems, wurde jedoch mit der Oberschicht für etwa 37 Jahre nach Babylon verschleppt (siehe Babylonisches Exil).
Die Grundzüge der biblischen Berichte werden durch die Babylonische Chronik bestätigt. Darüber hinaus berichten keilschriftliche Rationenzuteilungslisten, die ins Jahr 592 v. Chr. datiert werden, dass Jojachin im Alter von 23 Jahren mit fünf Söhnen und weiteren Judäern als Geiseln am Hof Nebukadnezars lebte.
Durch Nebukadnezars Nachfolger Ewil-Merodach (Amēl-Marduk) wurde er – bei anhaltender Verbannung – aus dem Kerker bzw. Hausarrest entlassen und erhielt einige Privilegien gegenüber den anderen gefangenen Königen. Dies sollte wohl die Kooperation der Exilanten gegenüber den Babyloniern belohnen. Er gilt als Begründer des Exilarchats.

## Babylonische Verwaltungsurkunden
Während der Ausgrabungen um 1900 fand Robert Koldewey in der Südburg Babylons Verwaltungsurkunden, die Lebensmittelrationen für Jojachin und fünf seiner sieben Söhne beschreiben. 1933 gelang es erstmals, die Keilschrift auf solch einer Tafel zu entziffern. Es wurde genau dokumentiert, was Jojachin damals verspeiste. Insgesamt sind vier unterschiedliche Quittungen erhalten, in denen König Jojachin erwähnt ist. Eine solche Keilschrifttafel ist im Vorderasiatischen Museum zu Berlin öffentlich ausgestellt.